# Гура-Веїй (Бакеу)
Гура-Веїй (рум. Gura Văii) — село у повіті Бакеу в Румунії. Входить до складу комуни Гура-Веїй.
Село розташоване на відстані 212 км на північ від Бухареста, 33 км на південь від Бакеу, 114 км на південний захід від Ясс, 132 км на північний захід від Галаца, 116 км на північний схід від Брашова.

## Населення
За даними перепису населення 2002 року у селі проживали 2760 осіб.
Національний склад населення села:
| Національність | Кількість осіб | Відсоток |
| -------------- | -------------- | -------- |
| румуни         | 2037           | 73,8%    |
| цигани         | 723            | 26,2%    |

Рідною мовою назвали:
| Мова      | Кількість осіб | Відсоток |
| --------- | -------------- | -------- |
| румунську | 2037           | 73,8%    |
| циганську | 723            | 26,2%    |